# Blepharostoma minus
Blepharostoma minus là một loài rêu trong họ Pseudolepicoleaceae. Loài này được Horik. mô tả khoa học đầu tiên năm 1952.